# Kreuzberg und Kahlenbergskopf bei Obershausen
Kreuzberg und Kahlenbergskopf bei Obershausen este o arie protejată (arie specială de conservare — SAC, sit de importanță comunitară — SCI) din Germania întinsă pe o suprafață de 1.098,34 ha, integral pe uscat.

## Localizare
Centrul sitului Kreuzberg und Kahlenbergskopf bei Obershausen este situat la coordonatele 50°34′30″N 8°14′52″E / 50.575°N 8.2478°E.

## Înființare
Situl Kreuzberg und Kahlenbergskopf bei Obershausen a fost declarat sit de importanță comunitară în iulie 2001 pentru a proteja 2 specii de animale. Situl a fost protejat și ca arie specială de conservare în martie 2008.

## Biodiversitate
Situată în ecoregiunea continentală, aria protejată conține 5 habitate naturale: Fânețe de joasă altitudine (Alopecurus pratensis, Sanguisorba officinalis), Păduri de fag Luzulo-Fagetum, Păduri de fag Asperulo-Fagetum, Păduri pe pante, grohotișuri și ravene de Tilio-Acerion, Păduri aluvionare cu Alnus glutinosa și Fraxinus excelsior (Alno-Padion, Alnion incanae, Salicion albae).
La baza desemnării sitului se află mai multe specii protejate de  mamifere (2): liliac cu urechi mari (Myotis bechsteinii), liliac comun (Myotis myotis).
Pe lângă speciile protejate, pe teritoriul sitului au mai fost identificate 1 specie de amfibieni, 7 specii de mamifere.